# Scenopinus majalcai
Scenopinus majalcai är en tvåvingeart som beskrevs av Kelsey 1974. Scenopinus majalcai ingår i släktet Scenopinus och familjen fönsterflugor. Inga underarter finns listade i Catalogue of Life.